# Bellano
Bellano es una localidad y municipio de Italia ubicada en la provincia de Lecco de la región de Lombardia. Su población es de 3.289 habitantes y su superficie es de 11 km².
Se ubica en la orilla oriental del lago de Como, unos 20 km al norte de la capital provincial Lecco, con la cual está conectada a través de la carretera SS36 que recorre la costa de dicho lago.

## Historia
Se conoce la existencia de la localidad desde el siglo X, cuando era una ciudad propiedad de la arquidiócesis de Milán. Posteriormente pasó a pertenecer a las familias nobles Della Torre, Visconti y Sforza, hasta que en 1533 fue cedido a los Sfondrati. En 1788, con el fallecimiento sin herederos del último Sfondrati, pasó a estar bajo jurisdicción directa del ducado de Milán.
El 1 de enero de 2020 aumentó el término municipal al incorporar el territorio de la hasta entonces comuna vecina de Vendrogno.

## Demografía
| Gráfica de evolución demográfica de Bellano entre 1861 y 2001 |
|                                                               |
| fuente ISTAT - Elaboración gráfica hecha por Wikipedia        |